# Jef Lambeaux

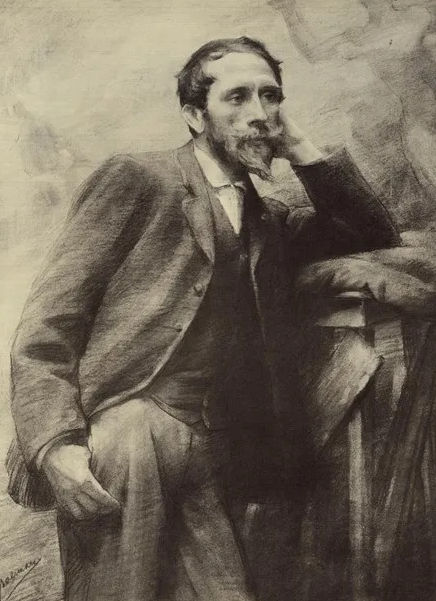
Jef Lambeaux (1893) getekend door Eugène Broerman

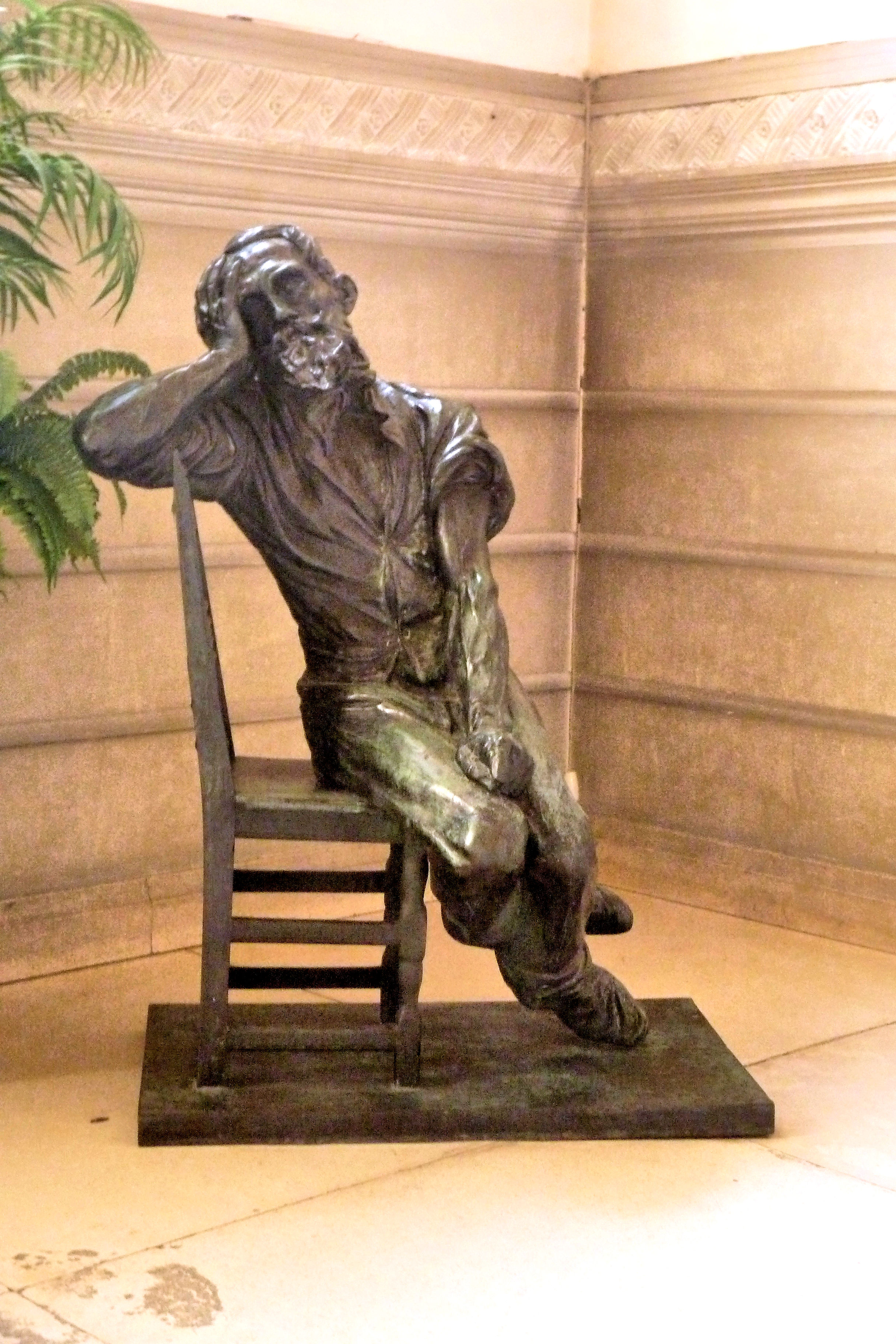
De kunstenaar in gedachten verzonken (1907), bronzen zelfportret in Gemeentehuis van Sint-Gillis

Josephus Maria Thomas Lambeaux, bekend als Jef Lambeaux (Antwerpen, 14 januari 1852 - Sint-Gillis, Brussel, 5 juni 1908) was een Belgisch beeldhouwer. Hij was de zoon van een Waalse vader en een Vlaamse moeder. Door die dubbele beïnvloeding voelde hij zich een echte Belg. Hij kon zich een wereld scheppen in de zin van Tijl Uilenspiegel vermengd met dionysische vreugde. Hij is ook de broer van de kunstschilder Jules Lambeaux.
Lambeaux studeerde aan de Koninklijke Academie voor Schone Kunsten van Antwerpen als leerling van Nicaise De Keyser en Joseph Geefs, maar ze zouden weinig of geen invloed hebben op zijn later werk. Hij sloot zich aan bij een groep jonge kunstenaars, onder leiding van Jan van Beers. Tot deze groep behoorden ook Piet Verhaert en Alexander Struys (1852-1941). Zij waren een beetje berucht voor hun excentriek gedrag, waaronder wandelingen in Antwerpen gekleed in historische kostuums.
Zijn eerste werk "Oorlog" werd tentoongesteld in 1871. Dit werd gevolgd door een lange reeks humoristische, pittoreske groepen, zoals "Dansende kinderen", "Het Geluksgetal" en "Een ongeluk" (1875). Daarna vertrok hij naar Parijs, waar hij een ellendig leven had. Hier maakte hij "De Bedelaar" en "De Kus" (1881), beschouwd als zijn meesterwerk. Bij een bezoek aan Italië, werd hij sterk geïmponeerd door de beeldhouwwerken van Giambologna. Hierdoor kreeg hij een grote voorkeur voor de effecten van kracht en beweging in de menselijke figuur.
In 1883 werd hij een der stichtende leden van de kunstenaarskring "Les XX" (Les Vingt), maar hij gaf reeds zijn ontslag na het eerste Salon in 1884 wegens zijn onvrede met de te avant-gardistische ideeën van de groep.
De Brabofontein (1887) op de Grote Markt in Antwerpen, geïnspireerd op de bewegingseffecten in het werk van Giambologna, is uitgegroeid tot het officiële symbool van de stad Antwerpen. Het beeldt Silvius Brabo uit, de legendarische stichter van Antwerpen. Op het voetstuk ziet men zeemeerminnen, zeerobben en andere zeedieren, uitgebeeld met een soepelheid die reeds art nouveau anticipeert.
Buiten de hieronder vermelde werken, produceerde hij een groot aantal beeldhouwwerken zoals "De Roof van het Arendsnest" (1890). Zijn "Dronkenschap", vertoond op de Salon van Brussel in 1893, bezorgde hem veel kritiek omwille van de sensuele weergave van het menselijk vlees. Jean Delville bezorgde hem de bijnaam "Michelangelo van de goot". Maar het jaar hierop, na de tentoonstelling ervan in Parijs, kreeg hij hiervoor wel een onderscheiding van het Legioen van Eer.
Zijn werk "Triomf van de Vrouw" (1901) veroorzaakte op de Wereldtentoonstelling van 1905 in Luik grote commotie vanuit katholieke kringen. Het reusachtige haut-reliëf "De menselijke driften" (1886-1898) in Carrara-marmer, op basis van een minutieus uitgewerkte houtskooltekening op ware grootte tentoongesteld tijdens de Salon van Gent in 1889, getuigt van grote zinnelijkheid en barokke zwier. Het beeld kreeg wel in het begin kritiek omdat het een en al beweging weergaf, maar in feite weinig innerlijk gevoel.

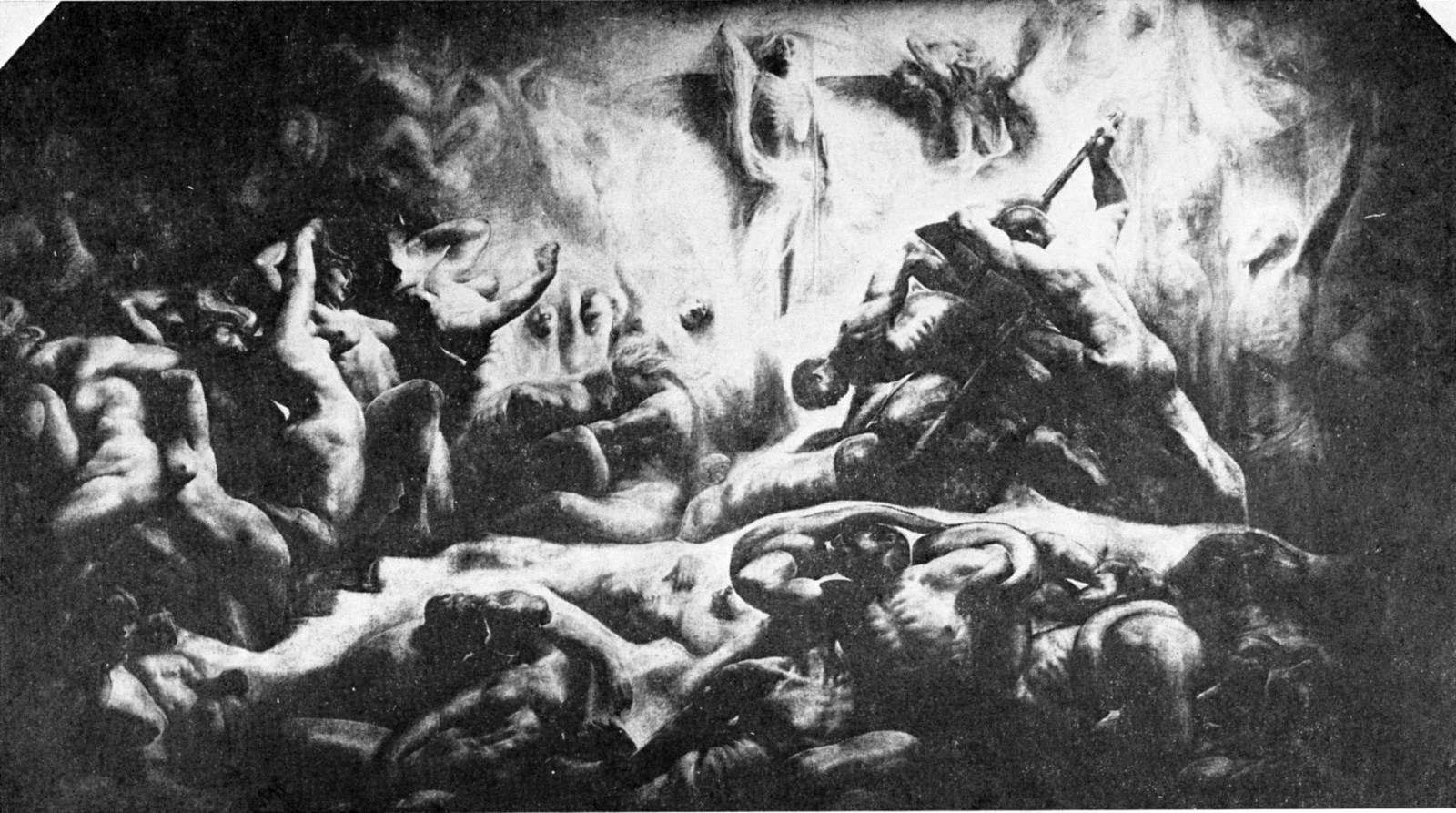
"De menselijke driften" - houtskoolontwerp op doek door Jef Lambeaux (KMSKA - Inv. 1881), ca.1886-1889

Hij vervaardigde ook een groot aantal portretbustes, zoals van Hendrik Conscience, Henri de Braekeleer en de Brusselse burgemeester Charles Buls. Zijn vele andere werken beelden ook nimfen uit, groepen van bosgoden, bacchanten en centauren. Zijn "Godin van de Bocq" (1901) bleef tot 1976 opgeborgen in de kelders van het Gemeentehuis van Sint-Gillis, wegens "te indecent" bevonden in de 19de eeuw. Nu staat het op het plein voor het gemeentehuis. Het werk "Gebeten faun", besteld voor het parc de la Boverie in Luik, veroorzaakte opnieuw schandaal. Het werd teruggestuurd, maar brak onderweg. De regering zorgde voor een nieuw exemplaar.
Hij werd bevriend met de kunstschilder Alfred Bastien en zij woonden zelfs een tijdje samen. Bastien stond ook model voor het standbeeld ter ere van bouwmeester Pieter Appelmans (rechts van de kathedraal van Antwerpen), onthuld in 1935.
Op het einde van zijn leven werden zijn werken eerder een herhaling in de zin van zijn vroegere werken. Hij werkte voort op zijn technische vaardigheid zonder verdere vernieuwing. Hij had succes bereikt. Hij had gedurende zijn loopbaan wel twintig bestellingen gekregen voor monumentale werken in de openbare ruimte.
Hij werd lid van de Koninklijke Academie voor Wetenschappen, Letteren en Schone Kunsten. Hij wordt ook vernoemd als lid van de vrijmetselarij.
Lambeaux noemde zichzelf een realist en geenszins een symbolist. Zijn marmeren stukken zijn niet poëtisch of filosofisch. Hij wilde enkel op eclectische wijze de beweging en de zwier van zijn modellen weergeven. Dit was wel typisch voor Lambeaux. Hij wilde eerder het oog aanspreken dan het intellect. De bronzen sculptuur met een afbeelding van zichzelf, beeldt hem uit als een "vervloekte poëet", wat hij geenszins was.
Sint-Gillis had hem in 1898 een museum beloofd, als hij maar genoeg werken naliet aan het museum. Maar het werd nooit gebouwd. Deze stukken waren opgeslagen bij een buur maar werden vernield door een bombardement in de Tweede Wereldoorlog. In 2006 werd er een vereniging "ASBL Musée Jef Lambeaux" opgericht ter promotie van de bouw van een museum voor Jef Lambeaux.

## Onderscheidingen
- 1902: Lid van de Académie royale des sciences, des lettres et des beaux-arts de Belgique.[5]

## Enkele werken
- Bacchante (datum?), Gemeentehuis van Sint-Gillis, Brussel; gipsen origineel.[6]
- Ugolino en zijn zonen (XIXe eeuw), Museum voor Schone Kunsten in Gent, brons : Inv. 2005-A [7],[8]
- Buste van Mevrouw William Twelves-Gysels (XIXe eeuw), Koninklijk Museum voor Schone Kunsten Antwerpen (KMSKA) : marmer, Inv. 2509 [9],[10]
- Twee kinderen (XIXe eeuw), Koninklijk Museum voor Schone Kunsten Antwerpen (KMSKA) : marmer, Inv. 2378 [11],[12]
- De Kus (XIXe eeuw), Koninklijk Museum voor Schone Kunsten Antwerpen (KMSKA) : brons, Inv. 2463 [13],[14]
- Boogschieter (ca.1875-1900), Gemeentehuis van Schaarbeek, Brussel; brons.[15]
- Twee monumentale heraldische leeuwen (1876), afkomstig van de ingang van het voormalige roofdierengebouw, uitgang Ploegstraat van Zoo van Antwerpen; natuursteen.[16]
- Gedenkteken voor Jacob Jordaens (1877), Putte; brons op arduinen sokkel.[17]
- Le génie méconnu, sans le violon of Le Violon brisé (1879), Gemeentehuis van Schaarbeek, Brussel; gipsen origineel.[18]
- De Kus (1881), Koninklijk Museum voor Schone Kunsten Antwerpen (KMSKA) : brons, Inv. 1085 [19],[20]
- De Kus (1881), Koninklijke Musea voor Schone Kunsten van België, Brussel : brons, Inv. 4087 [21]
- Buste van De schilder Jean Pierre François Lamorinière (1882), Koninklijk Museum voor Schone Kunsten Antwerpen (KMSKA) : brons, Inv. 2021 [22],[23]
- Aan de Kleine Zavel in Brussel : één van de 10 grote arduinen standbeelden van beroemde personages: Abraham Ortelius (1889) en twee van de 48 bronzen figuren, die de Brusselse gilden en ambachten voorstellen, bovenop de natuurstenen pilaren van de prachtige smeedijzeren balustrade rond het park : "de Blekers" en "de Ketelmakers of Koperslagers en Bronsgieters", beide van 1882.[24],[25]
- Het dwaze lied (1882), Gemeentehuis van Sint-Gillis, Brussel; brons.[26]
- Buste van Leopold II, Eetzaalserre (1883), Koninklijke Serres van Laken, Brussel; brons.[27]
- De Brabofontein (1887), op de Grote Markt in Antwerpen; brons.[28]
- De menselijke driften (c.1886-1898) in het Hortapaviljoen in het Jubelpark in Brussel, Carrara-marmer.[29]
- Wellust (1891), trapportaal van de eretrap in het Gemeentehuis van Sint-Gillis, Brussel; Carrara-marmer.[6]
- Buste van De schilder Henri De Braekeleer (1891), Koninklijk Museum voor Schone Kunsten Antwerpen (KMSKA) : brons, Inv. 1218 [30][31]
- Sint-Jorisbeeld voor het gerestaureerde gildehuis Spangien (1893), Grote Markt, Antwerpen. [32]
- Grafmonument voor burgemeester Leopold Vander Kelen (1895), stadsbegraafplaats Leuven; brons op sokkel in natuursteen.[33]
- Worstelaars (1895), Middelheimmuseum; brons.[34]
- Worstelaars (1895), Museum van Elsene; brons.[35]
- De worstelaars (1896), sportcomplex Aalter, brons.
- De worstelaars (1896), Sportlaan, Laken (Brussel); brons.[36]
- La Folle Chanson (Het Dulle Lied) (1898), Ambiorixsquare, Brussel; brons.
- De menselijke driften (c.1899) in het Museum voor Schone Kunsten in Gent, afgietsel in plaaster : Inv. 1905-G [37],[38]
- Studie voor het Christushoofd in het reliëf 'De menselijke driften' (ca. 1899), Museum voor Schone Kunsten in Gent, gips : Inv. 2001-S [39],[40]
- Dodelijk gewond (1899), Museum voor Schone Kunsten in Gent, brons : Inv. 1901-E [41],[42]

- De Godin van de Bocq (1900), voorplein Gemeentehuis van Sint-Gillis, Brussel; brons.[43]
- La Source (De Bron) (1900) in het Park van Mariemont, Morlanwelz, Musée royal de Mariemont; brons, Inv. III.A.29.1 [44],[45]
- Le Triomphe de la Femme (Triomf van de Vrouw) of Le viol (De verkrachting) (1900-1901) in het Park van Mariemont, Morlanwelz, Musée royal de Mariemont; brons, Inv. III.A.32 [46],[47]
- L'Abondance (De Overvloed) (1900-1902) in het Park van Mariemont, Morlanwelz, Musée royal de Mariemont;  brons, Inv. III.A.39 [48],[49]
- Het dwaze lied (1901), Palmerstonlaan, Margaretasquare, Brussel; brons.[50]
- De zes monumentale figuren van 1903 op de gevel van het Hansahuis voor von Mallinckrodt (hoek van de Suikerrui, de Ernst van Dijckkaai en de Kaasstraat te Antwerpen): de Rijn, de Schelde, de Wezer, de Elbe, de Scheepvaart en de Handel (Mercurius); brons.[51]
- Enkele werken voor de Triomboog van het Jubelpark (1905), Brussel; brons.[52]
- Gevelbeeld in bas-reliëf voor Huis Philippot (1907), Molièrelaan 153-155, Vorst (Brussel); natuursteen.[53]
- De kunstenaar in gedachten verzonken of Zelfportet (1908-1909), trapportaal van de eretrap in het Gemeentehuis van Sint-Gillis, Brussel; brons.[54]

## Fotogalerij

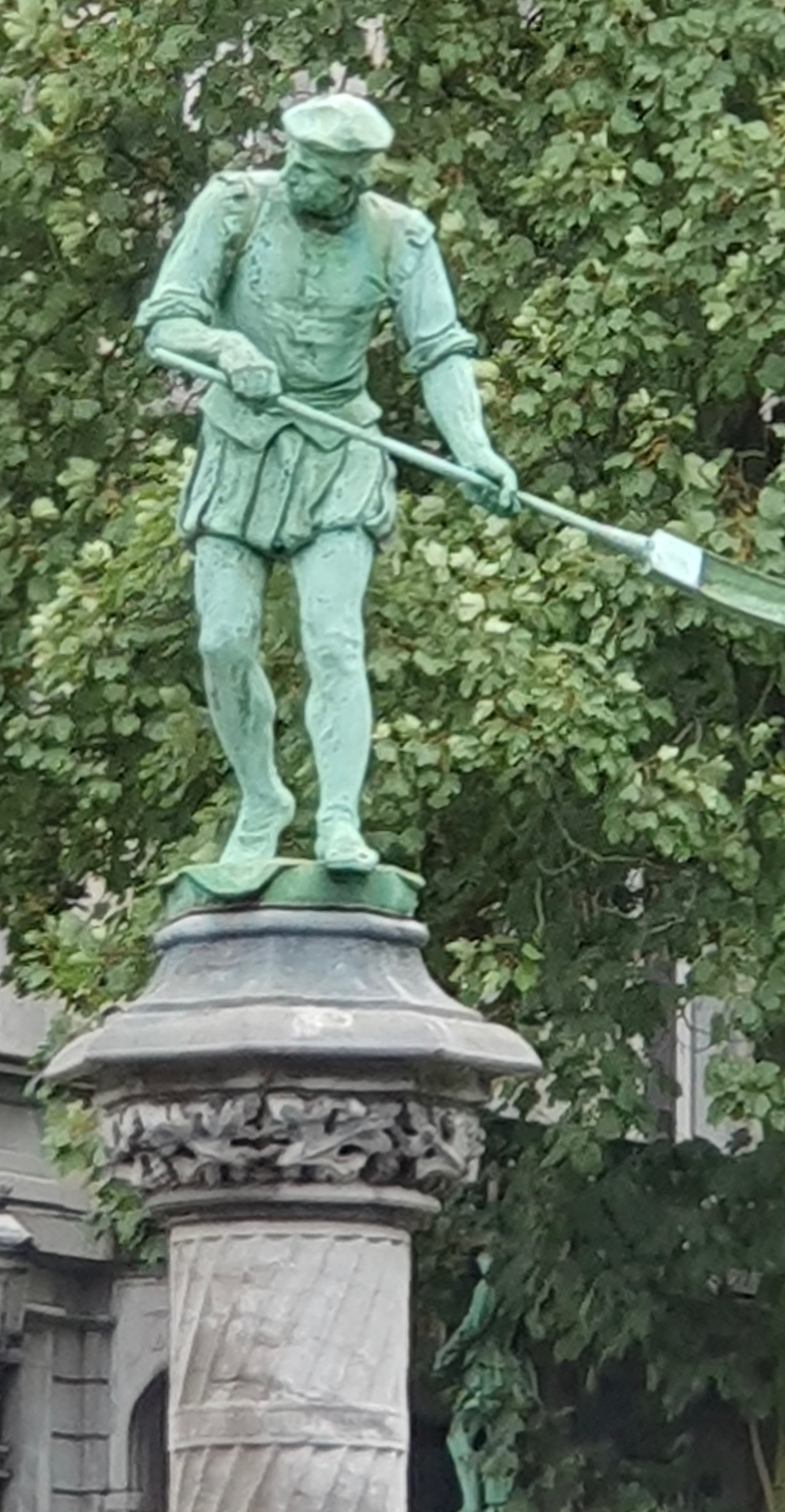
De Blekers (1882), park Kleine Zavel
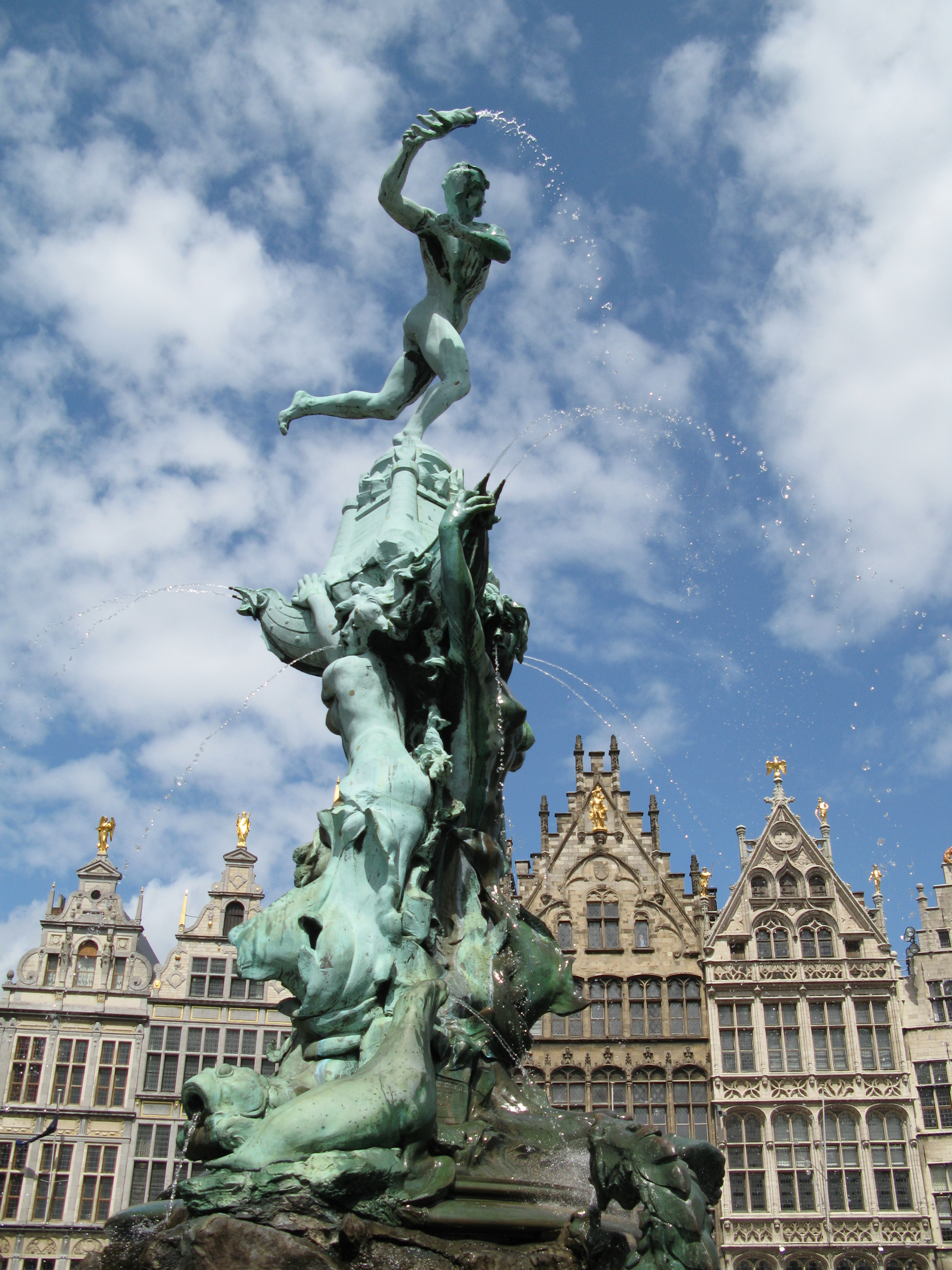
Brabofontein (1887), Grote Markt, Antwerpen
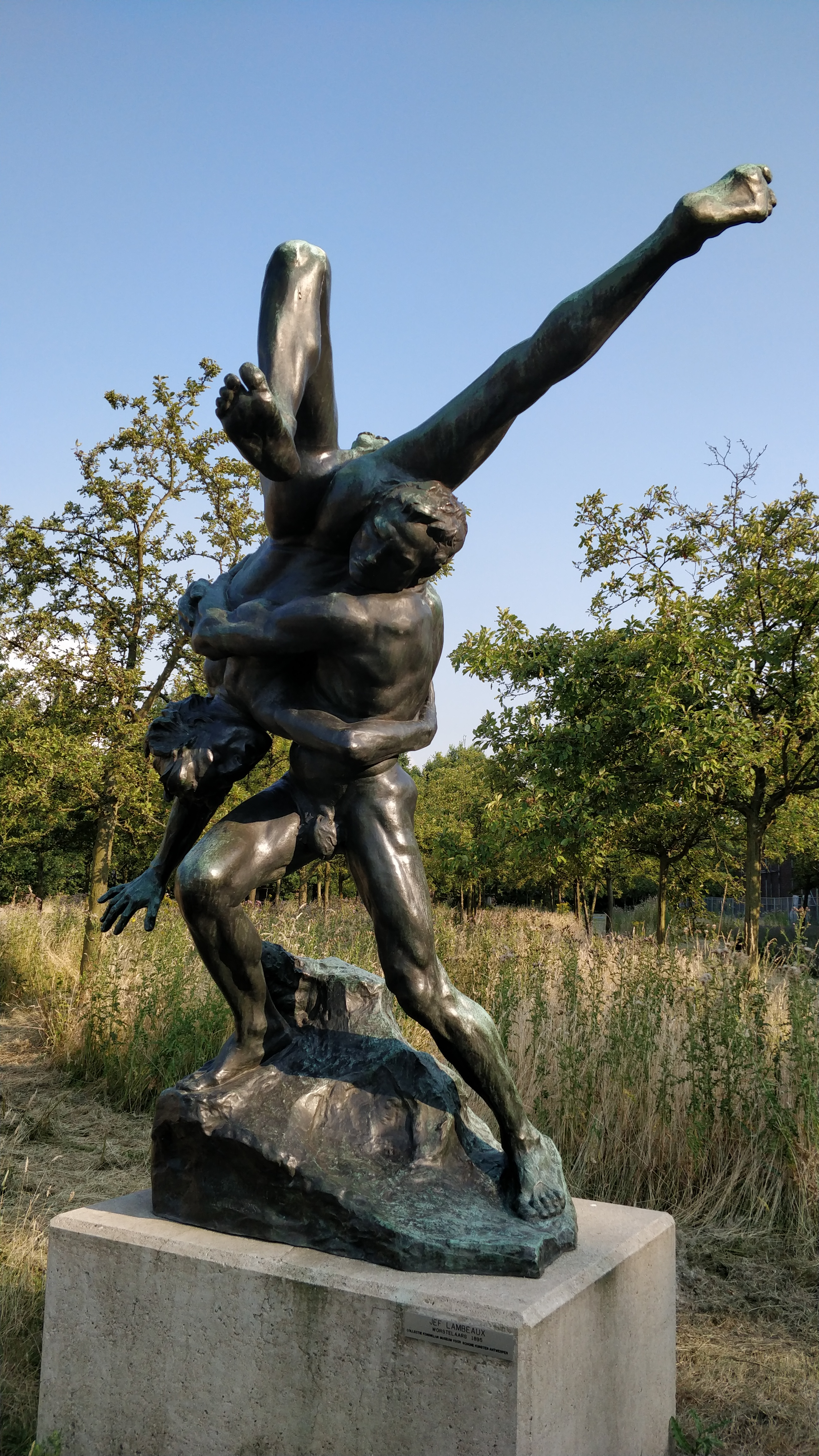
Worstelaars (1895), Middelheimmuseum
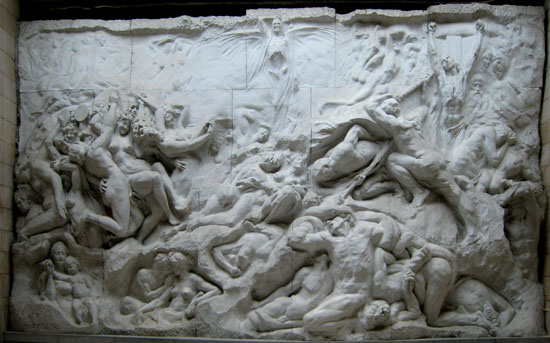
De Menselijke Driften (c. 1886-1898), Hortapaviljoen, Jubelpark, Brussel
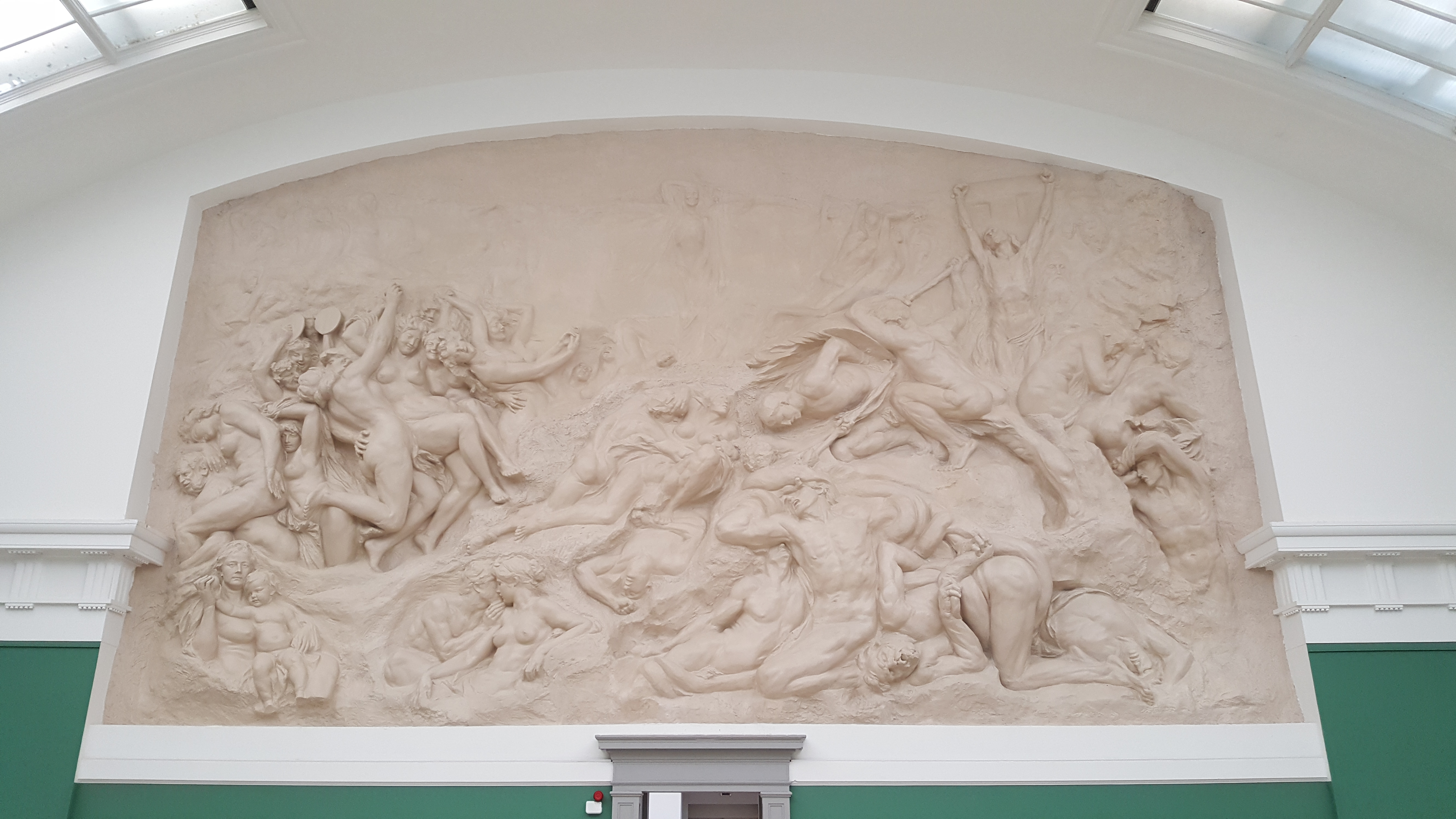
De Menselijke Driften (c.1899) - MSK Gent
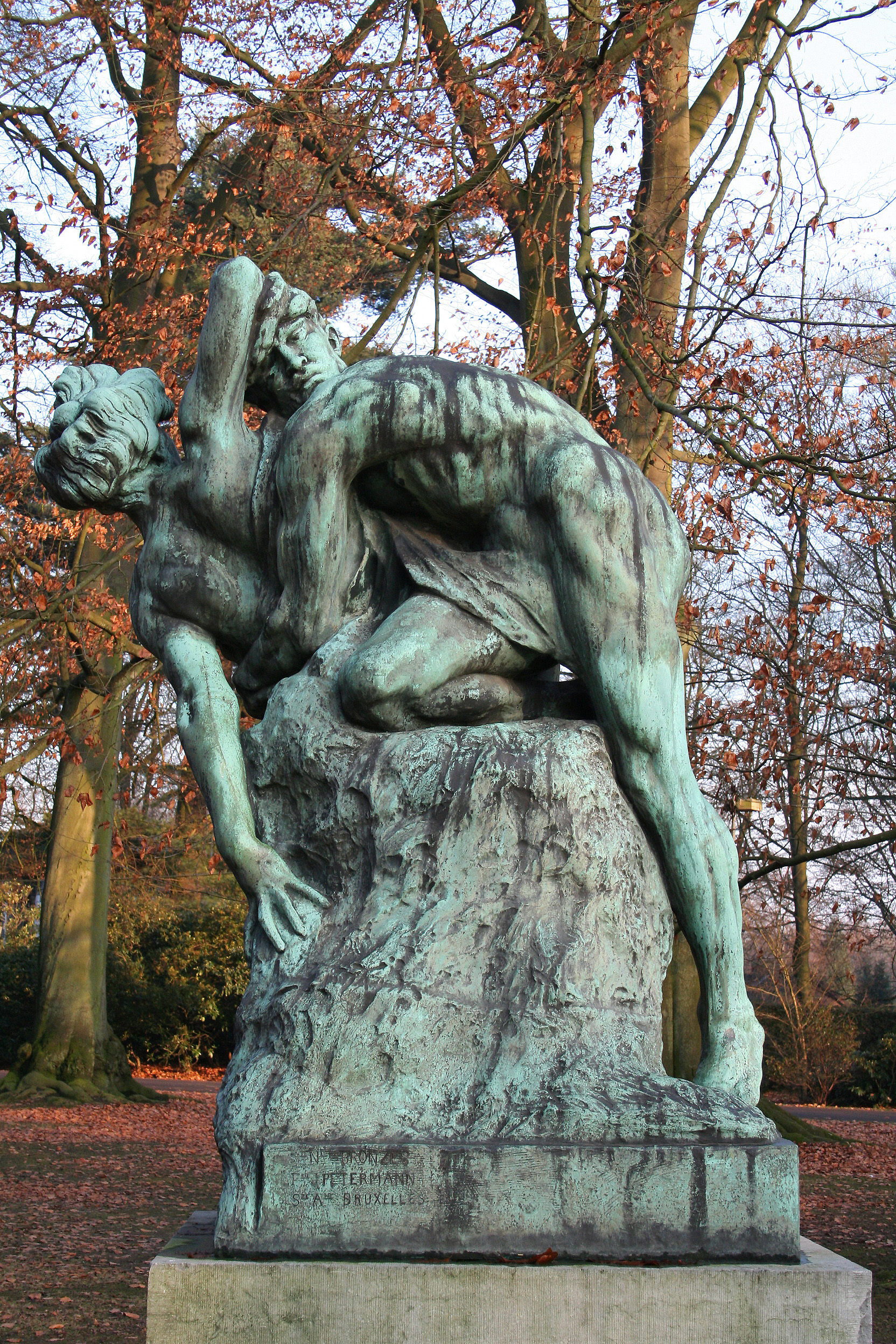
Le Triomphe de la Femme (1901), Parc de Mariemont, Morlanwelz
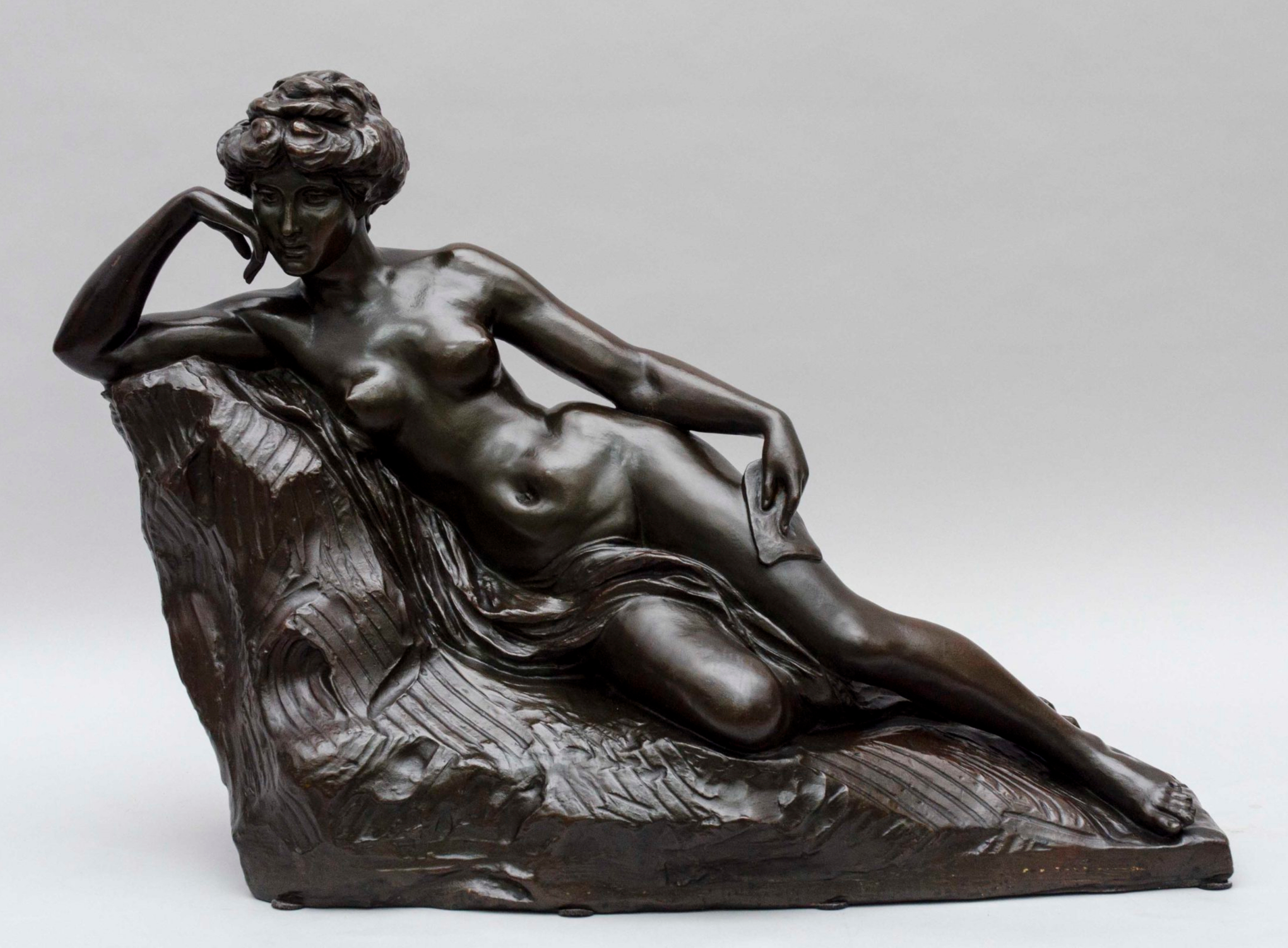
Naakt met een liefdesbrief (tss. 1881 en 1908)
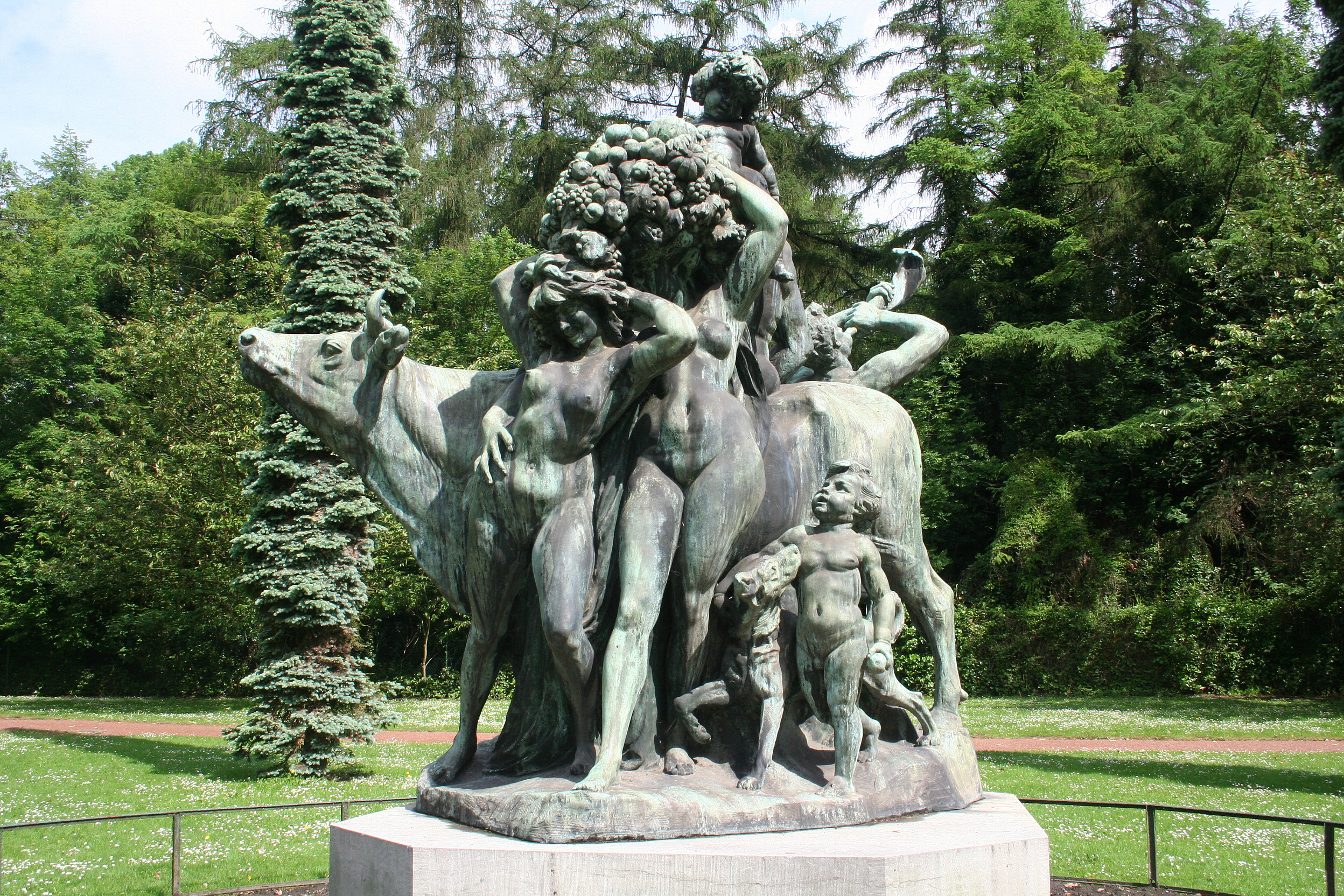
L'abondance (1902), Parc de Mariemont, Morlanwelz
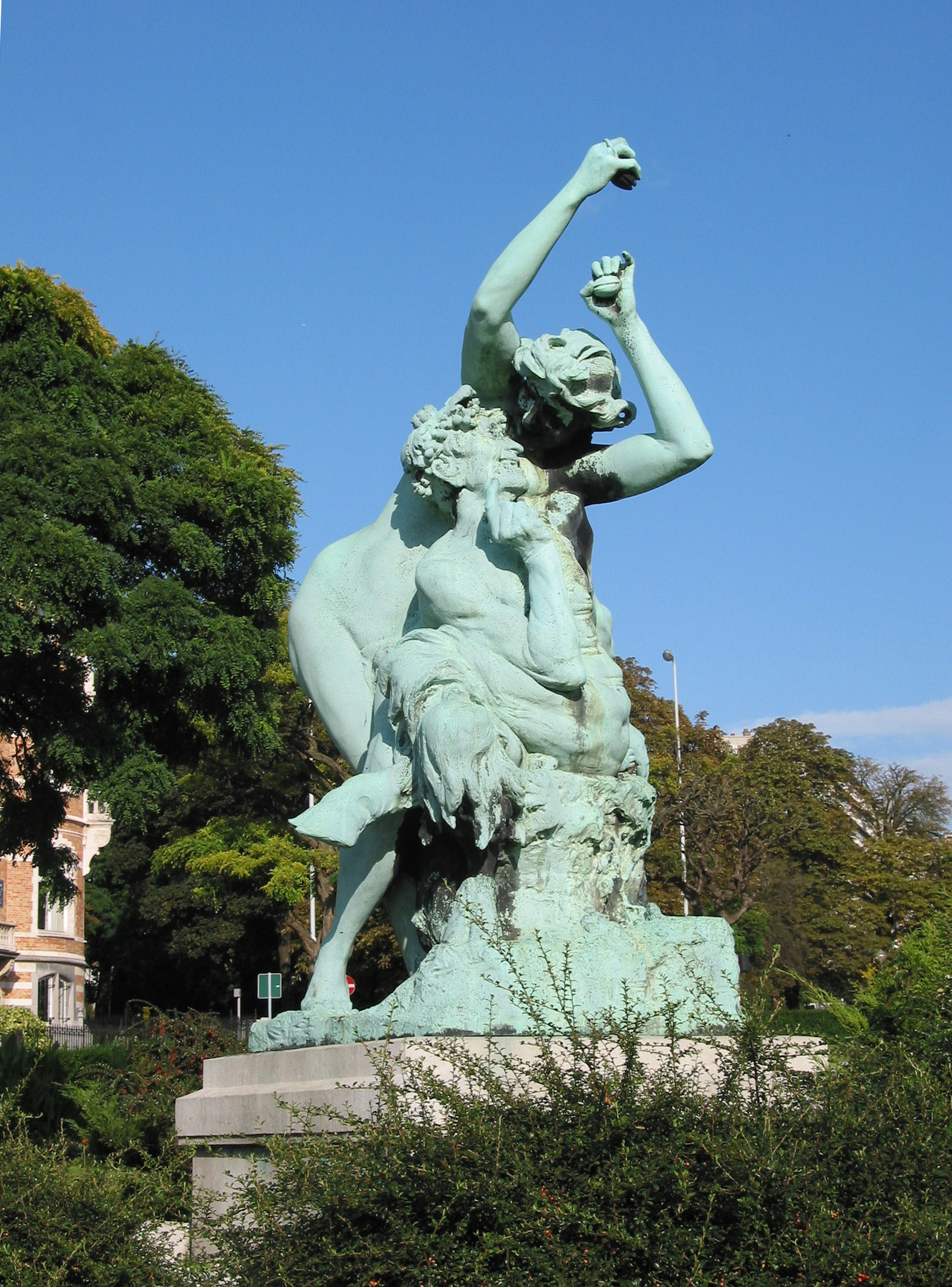
La Folle Chanson (Het Dulle Lied) (1898), Ambiorixsquare, Brussel